# 头甲海
头甲海，位于江苏省海门市包場鎮刘浩办事处头甲镇，有一处名为“窑潭”水面，葫芦状，最宽处有近百米。有一条“大坝头”把“窑潭”分割成南北两部分，此坝原有十多米宽(现宽只有三米左右)，长八十多米，是用成排圆木扎入水中后填土建成，可能是《康熙两淮盐法志》之《通州分司总场图》中的海坝，不知当时是用来挡潮的还是连接两个岛屿的，或两者兼顾。清代在窄处小河叉南边河东有座窑厂，生产砖瓦，现已铲为平地，只是在河边还有很多砖瓦残片。
“头海镇”在《海门厅图志》（光绪）也有记载。“头甲海”在《南通县图志》（民国）中有记载，民国九年属南通县余东市。民国二十三年，属南通县第十一区头甲乡海北村。在“窑潭”周围的农田中，能捡到明朝及以前的瓷片（应为开河堆土才出现在田里的），推测在明朝之前就有人在此居住，后塌入长江，清朝复涨后挖河堆土辟为陆地。

## 居民姓氏
头甲海附近的村民居住的历史不长，最多为八、九代人，姓氏很杂（三村合并后）:丁、卫、仇、尹、王、邓、东、冯、卢、叶、刘、印、吕、孙、庄、成、曲、朱、江、汤、许、何、吴、张、李、杨、汪、沈、邱、邵、陆、陈、周、季、屈、范、茅、郁、俞、姜、施、祝、胡、赵、钮、倪、徐、秦、袁、郭、钱、陶、高、崔、戚、曹、梁、梅、盛、黄、龚、彭、蔡、戴、潘、阙、翟、薛。